# Escut d'Artana
L'escut oficial d'Artana té el següent blasonament:
| « | Escut quadrilong de punta redona. En camp d'argent, tres ciris o velassos encesos de sable, col·locats en banda. En cap, un crucifix d'altar d'or. Al timbre, corona reial oberta. | » |

## Història
Resolució de 15 de maig de 2007, del conseller de Justícia, Interior i Administracions Públiques. Publicat en el DOGV núm. 5525, de l'1 de juny de 2007.
Es tracta de la rehabilitació de l'escut utilitzat tradicionalment pel municipi.